# Locmaria-Plouzané
Locmaria-Plouzané település Franciaországban, Finistère megyében. Lakosainak száma 5160 fő (2022. január 1.). Locmaria-Plouzané Plougonvelin, Ploumoguer és Plouzané községekkel határos.

## Népesség
A település népességének változása:
| Lakosok száma | 1202 | 2686 | 3589 | 4807 | 4864 | 4987 | 5076 | 5092 | 5115 | 5160 |
|               | 1968 | 1982 | 1990 | 2006 | 2013 | 2015 | 2017 | 2019 | 2020 | 2022 |